# Třetí vláda Mihy Marinky
Třetí vláda Mihy Marinky byla jmenována Skupščinou Lidové republiky Slovinsko (LRS) dne 11. dubna 1951. Vládu nahradil 30. ledna 1953 zvolený výkonný výbor Lidové skupščiny LRS, jehož předsedou byl zvolen opět Miha Marinko.

## Složení
V dubnu 1951 byla jmenována vláda ve složení:
- Miha Marinko: předseda
- Ivan Maček: místopředseda vlády, předseda Rady pro stavebnictví a místní rozvoj
- Marijan Brecelj: místopředseda vlády, předseda Rady pro zpracovatelský průmysl
- Sergej Kraigher: místopředseda vlády, předseda Hospodářské rady
- Boris Kraigher: předseda Rady vlády LRS pro právo a výstavbu lidové moci
- Zoran Polič: ministr financí
- dr. Heli Modic: ministr spravedlnosti
- Tone Fajfar: ministr práce
- Boris Ziherl: ministr – předseda Rady pro vzdělávání a kulturu
- dr. Jože Potrč: ministr – předseda Rady pro lidové zdraví a sociální péči
- Stane Kavčič: ministr – předseda Rady pro energetiku a těžební průmysl
- Janez Hribar: ministr – předseda Rady pro zemědělství a lesnictví
- Viktor Avbelj: ministr – předseda Rady pro nákladní dopravu